# Александровка (Половинский район)
Александровка — деревня в Половинском районе Курганской области. Входит в состав Половинского сельсовета.

## История
До 1917 года входила в состав Давыдовской волости Курганского уезда Тобольской губернии. По данным на 1926 год село Александровка состояло из 131 хозяйства. В административном отношении являлась центром Александровского сельсовета Глядянского района Курганского округа Уральской области.

## Население
| 1989 | 2002 | 2010 |
| ---- | ---- | ---- |
| 165  | ↘98  | ↘23  |

По данным переписи 1926 года в деревне проживало 724 человека (322 мужчины и 402 женщины), в том числе: русские составляли 100 % населения.